# Cyphon bromelius
Cyphon bromelius es una especie de coleóptero de la familia Scirtidae.

## Distribución geográfica
Habita en las Islas del Océano Índico.